# Sikariové
Sikariové (v moderní hebrejštině: סיקריים siqari'im z lat. sicarius, úkladný vrah, zbojník) byla militantní zélotská skupina, která během obléhání Jeruzaléma v roce 70 n. l. bojovala proti římské okupaci Judei. Sikariové se zpravidla vyzbrojovali meči a dýkami, které nosili skryté pod kabátem. Na veřejných shromážděních těmito bodnými zbraněmi napadali Římany a jejich sympatizanty. Sikariové jsou považováni za první organizovanou teroristickou jednotku páchající atentáty a předcházející islámské Asasíny a japonské Nindži.

## Další literatura
- BRIGHTON, Mark Andrew. The Sicarii in Josephus's Judean War: Rhetorical Analysis and Historical Observations. Atlanta: Society of Biblical Literature, 2009. (Early Judaism and Its Literature, 27). Dostupné online. ISBN 9781589834064. OCLC 758719597
- SMALLWOOD, E.M., 2001. The Jews Under Roman Rule: From Pompey to Diocletian : a Study in Political Relations. [s.l.]: Brill Academic Publishers. (Biblical Studies and Religious Studies). Dostupné online. ISBN 978-0-391-04155-4.